# Whyte Trophy
Die Whyte Trophy ist ein aller zwei Jahre ausgetragener Badmintonländerkampf zwischen Neuseeland und Australien, wobei bis 2013 abwechselnd in beiden Staaten gespielt wurde. Gewidmet wurde der Pokal D. O. Whyte, einem ehemaligen Mitglied des neuseeländischen Badminton-Federation-Management-Komitees (Badminton New Zealand) und seiner Frau.

## Geschichte
Der Wettbewerb wird seit 1938 aller zwei Jahre ausgetragen. Die erste Austragung 1938 fand in Neuseeland statt, wobei Australien mit 16:4 gewann. Von den ersten zehn Austragungen bis 1966 konnte Neuseeland nur zwei gewinnen. In den letzten Jahren wandte sich das Blatt jedoch deutlich zu Gunsten Neuseelands. Als erstes Team konnte es die Whyte Trophy von 1997 bis 2005 fünfmal hintereinander gewinnen. Auch 2007 und 2009 hieß der Sieger Neuseeland. 2011 und 2013 gewann wieder Australien, so dass es nach der 36. Austragung in der Gesamtwertung 18:18 stand. Seit 2016 wird die Trophy im Spiel Australien gegen Neuseeland im Rahmen der Badminton-Ozeanienmeisterschaft für gemischte Teams ausgetragen, wobei 2016 und 2019 ebenfalls Australien erfolgreich war. 2021 wurde der Vergleich inklusive Ozeanienmeisterschaft abgesagt.

## Details
| Jahr | Team Australia | Austragungsort                                               | Sieger (Ergebnis)          |
| ---- | --- | ------------------------------------------------------------ | -------------------------- |
| 1938 | Cecil Craske (Capt., Tas.), Allan McCabe (Vic.), Tim Thompson (Tas.), Bob Harper (Vic.), Bert Tonkin (Vic.), Mavis Horsburgh (Vic.), Eva Robert (Vic.), Ivy Hewett (Vic.), Beryl Cuthbertson (Tas.), Manager Roy Brady (Vic.)                                                  | Neuseeland                                                   | Australien (16:4)          |
| 1939 | Tim Thompson (Tas.), Allan McCabe (Vic.), Bob Harper (Vic.), Bert Tonkin (Vic.), Eva Robert (Vic.), Mavis Wray (Vic.), Ivy Hewett (Vic.), Beryl Cuthbertson (Tas.), Manager Roy Brady (Vic.)                                                                                   | Australien                                                   | Australien                 |
| 1949 | Allan McCabe (Vic.), Dick Russell (Vic.), Cliff Cutt (Vic.), Arthur McCabe (Vic.), Tim Thompson (Tas.), Eva Robert (Vic.), Ethel Peacock (Vic.), Jean Pullen (Vic.), Nancy Benn (Vic.), Manager Bert Tonkin (Vic.)                                                             | Neuseeland                                                   | Australien                 |
| 1950 | Allan McCabe (Vic.), Dick Russell (Vic.), Cliff Cutt (Vic.), Keith Johnstone (Tas.), Arthur McCabe (Vic.), Eva Robert (Vic.), Ethel Peacock (Vic.), Thelma Richman (Tas.), Sylvia Savage (Tas.), Sally Johnstone (Tas., Emerg.)                                                | Australien (Hobart)                                          | Neuseeland                 |
| 1952 | Cliff Cutt (Vic.), Allan McCabe (Vic.), Donald McGregor Murray (Tas.), Stan Russell (Vic.), Eva Robert (Vic.), Ethel Peacock (Vic.), Thelma Richman (Vic.), Peggy Grant (Vic.)                                                                                                 | Neuseeland                                                   | Australien                 |
| 1953 | Don Murray (Tas.), Cliff Cutt (Vic.), Allan McCabe (Vic.), Stan Russell (Vic.), Ethel Peacock (Vic.), Peggy Grant (Vic.), Margaret Foord (Vic.), Verna Keddie (W.A.) | Australien                                                   | Neuseeland                 |
| 1955 | Don Murray (Vic.), Stan Russell (Vic.), Ian Hutchinson (Vic.), Ken Turner (Tas.), June Bevan (N.S.W.), Amy Pincott (Vic.), Peggy Addison (Vic.), Margaret Foord (Vic.), Manager Bill Burke                                                                                     | Neuseeland                                                   | Australien                 |
| 1957 | Don Murray (Tas.), Stan Russell (Vic.), Cliff Cutt (Vic.), Ken Turner (Tas.), June Bevan (N.S.W.), Amy Pincott (Vic.), Peggy Addison (Vic.), Margaret Russell (Vic.) | Australien (Newcastle)                                       | Australien                 |
| 1959 | George Robotham (N.S.W.), Cliff Cutt (Vic.), Stan Russell (Vic.), Ken Turner (Tas.), June Bevan (N.S.W.), Amy Pincott (Vic.), Margaret Russell (Vic.), Joy Twining (S.A.), Manager Roy Brady (Vic.)                                                                            | Neuseeland                                                   | Australien                 |
| 1961 | George Robotham (N.S.W.), Ted Anderson (Vic.), Stan Russell (Vic.), Ken Turner (Capt., Tas.), June Bevan (N.S.W.), Margaret Russell (Vic.), Joy Twining (Vic.), Kath Hindson (Vic.)                                                                                            | Australien (Adelaide)                                        | Australien                 |
| 1963 | George Robotham, Graeme Nelson, Ted Anderson, Ken Turner, Joy Twining, Dulcie King, Kay Nesbit, June Walsh (verletzt), June Turnbull (Ersatz), Manager Frank Reed (S.A.) | Neuseeland                                                   | Neuseeland                 |
| 1965 | Ken Turner (Tas.), Ron Young (Vic.), Graeme Nelson (Vic.), George Robotham (N.S.W.), John Langley (Vic.), Dulcie King (Tas.), Cynthia Archer (Tas., Emerg.), Judy Smith (Qld.), Joy Twining (S.A.), Kay Nesbit (W.A.)                                                          | Tasmanien (Launceston)                                       | Neuseeland                 |
| 1967 | | Neuseeland                                                   | Neuseeland                 |
| 1969 | Ross Livingston (Tas.), David Hoppen (Vic.), George Robotham (N.S.W.), Ron Young (Vic.), Andrew Ong (Vic.), Judy Walker (W.A.), Cheryl Mullett (Vic.), Judy Nyirati (Vic.), Kay Nesbit (W.A.), Manager Ron Whittle (Tas.)                                                      | Australien (Launceston)                                      | Neuseeland                 |
| 1971 | David Hoppen (Capt., Vic.), Ross Livingston (Tas.), Doug Wylie (Tas.), Peter Cooper (W.A.), Judy Nyirati (Vic.), Joan Jones (S.A.), Joan Harwood (W.A.), Joan Kennington (W.A.), Joan Smith (Vic., Emerg.)                                                                     | Neuseeland (Auckland)                                        | Australien                 |
| 1973 | | Australien                                                   | Australien                 |
| 1975 | Beverley Hite (Tas.), Joan Jones (S.A.), Pauline Munday (Vic.), Judy Nyirati (Tas.), Cuthbert Berenger (N.S.W.), John Clancy (Vic.), Peter Cooper (W.A.), Colin Criddle (Manager, W.A.), Don Stockins (Coach, W.A.)                                                            | Neuseeland (Auckland)                                        | Neuseeland                 |
| 1977 | Peter Cooper (W.A.), Mark Harry (N.S.W.), Paul Kong (W.A.), Paul Tyrrell (Vic.), Geraldine Brown (Tas.), Beverley Hite (Tas.), Susan Daly (Vic.), Audrey Swaby (W.A.), Manager David Hoppen (Vic.), Coach Ian Hutchinson (Vic.)                                                | Neuseeland (Christchurch)                                    | Neuseeland                 |
| 1979 | Audrey Swaby (W.A.), Lyn McElroy (W.A.), Beverley Hite (Tas.), Robyn Hobba (S.A.), Julie McDonald (Vic.), Paul Kong (W.A.), Paul Tyrrell (Vic.), Mark Harry (N.S.W.), Cuthbert Berrenger (N.S.W.), Michael Scandolera (Vic.), Manager Roy Ward (Vic.), Coach Ken Turner (Tas.) | Australien (Ballarat)                                        | Australien                 |
| 1981 | | Neuseeland                                                   | Neuseeland                 |
| 1983 | Michael Scandolera (Vic.), Peter Roberts (Vic.), Darren McDonald (Vic.), Paul Morgan (Vic.), Maxine Evans (Vic.), Julie McDonald (Vic.), Geraldine Brown (Tas.), Jane Hyland (Tas.), Audrey Swaby (W.A.), Manager/Coach Joy Twining (S.A.)                                     | Australien (Bunbury)                                         | Australien                 |
| 1985 | | Neuseeland                                                   | Australien                 |
| 1987 | Michael Scandolera (Vic.), Peter Roberts (Vic.), Gordon Lang (W.A.), Rhonda Cator (Vic.), Julie McDonald (Vic.), Karen Jupp (W.A.), Coach Charles Stapleton (W.A.), Manager Adrian Brown (Tas.)                                                                                | Australien                                                   | Australien                 |
| 1989 | Paul Stevenson (Vic.), Paul Kong (W.A.), Peter Blackburn (Vic.), Tracey Small (Capt., Vic.), Lisa Bryant (Vic.), Rhonda Cator (Vic.), Manager Adrian Brown (Tas.), Coach Jean Tyrrell (Vic.)                                                                                   | Neuseeland (Auckland, Hamilton, Wellington)                  | Neuseeland                 |
| 1991 | | Australien                                                   | Neuseeland                 |
| 1993 | Paul Stevenson (Vic.), Peter Blackburn (Vic.), Mark Nichols (Vic.), Rhonda Cator (Vic.), Amanda Hardy (Vic.), Michelle O’Neill (Vic.), Manager/Coach Peter Cooper (W.A.) | Neuseeland (Invercargill, Wanganui, Auckland)                | Australien                 |
| 1995 | | Australien                                                   | Australien                 |
| 1997 | David Bamford (Vic.), Peter Blackburn (Vic.), Stuart Brehaut (Vic.), Rhonda Cator (Vic.), Kellie Lucas (Vic.), Michaela Smith (Vic.), Coach Finn Trærup-Hansen (Vic.) | Neuseeland (Auckland)                                        | Neuseeland                 |
| 1999 | David Bamford (Vic.), Rio Suryana (Vic.), Peter Blackburn (Capt., Vic.), Rhonda Cator (Vic.), Amanda Hardy (Vic.), Rayoni Head (S.A.), Kellie Lucas (Vic.), Manager/Coach Finn Trærup-Hansen (Vic.)                                                                            | Australien (Canberra, Newcastle, Brisbane)                   | Neuseeland                 |
| 2001 | Ashley Brehaut (Vic.), Stuart Brehaut (Vic.), Travis Denney (W.A.), Rhonda Cator (Vic.), Rayoni Head (S.A.), Lenny Permana (Vic.), Kate Wilson-Smith (S.A.), Manager/Coach: Martin Andrew (Vic.)                                                                               | Neuseeland (Wellington, Auckland)                            | Neuseeland                 |
| 2003 | Ashley Brehaut (Vic.), Stuart Brehaut (Capt., Vic.), Boyd Cooper (W.A.), Travis Denney (W.A.), Jane Crabtree (Vic.), Kellie Lucas (Vic.), Lenny Permana (Vic.), Kate Wilson-Smith (S.A.), Manager Geraldine Brown (Tas.), Coach Martin Andrew (Vic.)                           | Australien (24.8. Launceston, 26.8. Kilsyth, 28.8. Ballarat) | Neuseeland (3:3, 4:1, 3:2) |
| 2005 | Stuart Brehaut (Vic.), Boyd Cooper (W.A.), Travis Denney (W.A.), Stuart Gomez (N.S.W.), Kellie Lucas (Vic.), Tania Luiz (Vic.), Kate Wilson-Smith (S.A.), Coach Sze Ng Ong (Vic.), Manager Chris Thirlwell (S.A.)                                                              | Neuseeland (Auckland, Hamilton, Invercargill)                | Neuseeland (5:0, 5:0, 4:1) |
| 2007 | Susan Dobson (Tas.), Tania Luiz (Vic.), Erica Pong (Vic.), Victoria Na (Vic.), Stuart Gomez (Vic.), Boris Ma (Vic.), Mark Prior (S.A.), Ross Smith (Vic.), Glenn Warfe (Vic.), Ben Walklate (Vic.), Chad Whitehead (S.A.), Coach Claus Poulsen                                 | Australien (Victoria)                                        | Neuseeland                 |
| 2009 | Leisha Cooper (W.A.), Eugenia Tanaka (Vic.), Kate Wilson-Smith (S.A.), Boris Ma (Vic.), Ben Walklate (Vic.), Glenn Warfe (Capt., Vic.), Coach Huang Chia-chi (Vic.) | Invercargill                                                 | Neuseeland                 |
| 2011 | Glenn Warfe, Jeff Tho, Ross Smith, Leanne Choo, Renuga Veeran, Victoria Na | Australien (Ballarat)                                        | Australien (4:1)           |
| 2013 | Tara Pilven, Ashwant Gobinathan, Glenn Warfe, Raymond Tam, Gronya Somerville, Jacqueline Guan, Ross Smith, Renuga Veeran | Neuseeland (Auckland)                                        | Australien (4:1)           |
| 2016 | Leanne Choo, Robin Middleton, Matthew Chau, Sawan Serasinghe, Gronya Somerville, Michael Fariman, Wendy Chen | Neuseeland (Auckland)                                        | Australien (3:2)           |
| 2019 | Matthew Chau, Setyana Mapasa, Anthony Joe, Matthew Chau, Simon Leung, Gronya Somerville, Wendy Chen | Australien (Melbourne)                                       | Australien (3:2)           |